# Petr Novák (generál)
Petr Novák (18. října 1895 nebo 19. října 1891, Menhartice – 4. srpna 1976, Strakonice) byl český voják a účetní.

## Biografie
Petr Novák se narodil v roce 1895 nebo 1891 v Menharticích nedaleko Jemnice. V roce 1910 absolvoval důstojnickou školu ve Vídni. Bojoval v první světové válce v rakouské armádě, ze které dezertoval a připojil se do československých legií v Rusku. Do legií vstoupil v Kyjevě v roce 1916, následně pak působil snad až do roku 1920. V Rusku se oženil a vrátil se zpět do Jemnice, kde po roce 1920 žil v Pánkově továrně. Před začátkem druhé světové války byl v Bratislavě, kde jako voják spolupracoval s generálem Hugo Vojtou. Následně se Petr Novák v Hradci Králové připojil k odbojové skupině Obrana národa, stal se velitelem pro kraj Čechy-severovýchod a spolupracoval s dalšími skupinami. Petr Novák pak během zatýkání členů odbojových skupin gestapem odešel od rodiny a skrýval se. Dostal rozkaz, aby odešel do zahraničí. Poprvé emigroval přes Maďarsko, kde však byl zatčen, následně se mu povedlo utéct do Francie, kde vstoupil do československé armády. Posléze působil ve Velké Británii.
Po skončení druhé světové války se vrátil do Brna, kde pokračoval v práci pro armádu až do roku 1950, kdy byl propuštěn. Nastoupil tak na pozici účetního v zemědělském družstvu. Po roce 1968 byl rehabilitován a povýšen do hodnosti generálmajora. Zbytek života prožil u dcery ve Strakonicích, kde zemřel v roce 1976.